# ألان روتش
ألان روتش (14 أكتوبر 1967

 في بريف لو غايلارد) (بالفرنسية: Alain Roche) لاعب كرة قدم فرنسي معتزل كان يجيد اللعب في خط الدفاع .
لعب روتش في أندية بوردو (1985-1989) مرسيليا (1989-1990) أوكسير (1990-1992) باريس سان جيرمان (1992-1998) فالنسيا (1998-2000) بوردو مجددا (2000-2002) .
ساهم روتش في تتويج نادي بوردو ببطولة دوري الدرجة الأولى موسم 1986/1987 وبطولة كأس فرنسا مرتين موسمي 1985/1986 و1986/1987 وبطولة كأس الدوري الفرنسي موسم 2001/2002 كما ساهم في تتويج نادي مرسيليا بطولة دوري الدرجة الأولى موسم 1989/1990 كما ساهم في تتويج نادي باريس سان جيرمان ببطولة دوري الدرجة الأولى موسم 1993/1994 وببطولة كأس فرنسا 3 مرات مواسم 1992/1993 ، 1994/1995 ، و1997/1998 وببطولة كأس الدوري الفرنسي مرتين موسمي 1994/1995 و1997/1998 وببطولة كأس أبطال الكؤوس الأوروبي موسم 1995/1996 كما ساهم في تتويج نادي فالينسيا ببطولة كأس إسبانيا موسم 1998/1999 .
شارك روتش مع منتخب فرنسا في 25 مباراة دولية مسجلا هدف واحد في الفترة من 1986 إلى 1996 . ساهم روتش في تتويج منتخب بلاده بطلا لبطولة كأس الأمم الأوروبية لكرة القدم للشباب تحت 21 سنة 1988 وذلك بعد فوزه في المباراة النهائية على منتخب اليونان 3/0 في مجموع المباراتين . كما ساهم في وصول منتخب فرنسا إلى الدور النصف النهائي من بطولة كأس الأمم الأوروبية لكرة القدم 1996 التي أقيمت في إنجلترا .

## روابط خارجية
- ألان روتش على موقع IMDb (الإنجليزية)
- ألان روتش على موقع قاعدة بيانات الفيلم (الإنجليزية)
- ألان روتش على موقع قاعدة بيانات كرة القدم.إي يو (الإنجليزية)
- ألان روتش على موقع ليكيب (الفرنسية)
- ألان روتش على موقع ناشيونال فوتبول تيمز (الإنجليزية)